# Bjarte Agdestein
Bjarte Agdestein (né en 1972 à Kvinnherad) est un auteur de bande dessinée norvégien. En 2014, Egmont Comics Nordic publie sa bande dessinée d'aventure humoristique Krüger & Krogh (no), réalisée avec ses amis animateurs Ronald Kabíček et Endre Skandfer.

## Distinction
- 2014 : prix Pondus pour Krüger & Krogh (no)  (avec Ronald Kabíček et Endre Skandfer)
- 2015 : prix Sproing de la meilleure bande dessinée norvégienne pour Krüger & Krogh (avec Ronald Kabíček et Endre Skandfer).